# Grant Nelson
Pour les articles homonymes, voir Nelson.
Grant Nelson, né le 27 avril 1971 dans l'Essex au Royaume-Uni, est un DJ et producteur britannique.
Très actif dans les années 1990, il est inspiré par des producteurs tels que Masters at Work ou MK, il joue un rôle important dans le développement de la house.

## Biographie

### Jeunesse
Grant Nelson naît en 1971 dans l'Essex au Royaume-Uni. Dès son plus jeune âge, il manifeste une passion pour la musique. À l'âge de 10 ans, il expérimente déjà en manipulant la chaîne hi-fi de ses parents pour créer des montages musicaux rudimentaires. À 14 ans, il forme son premier groupe avec des amis d'école et commence à se produire en tant que DJ à 15 ans.

### Carrière
Tout au long de sa carrière, il utilise les pseudonymes Bump and Flex, Ground 96, Wishdokta, Livin' Large, Boiling Point ou encore Ambassadors of Swing. En 1990, Grant Nelson envoie une démo au label Kickin Records (en), ce qui lui vaut son premier contrat d'enregistrement sous le pseudonyme de Wishdokta. Durant cette période, il produit des morceaux de hardcore et de drum and bass, se faisant un nom sur la scène rave européenne. En 1993, Nelson cofonde le label Nice 'n' Ripe avec George Power, l'un des fondateurs de Kiss FM. Les productions de ce label, caractérisées par des sonorités house et garage, posent les bases du UK garage , dont il est salué comme le « parrain »,,.. Bien qu'il ne soit pas immédiatement conscient de l'impact de sa musique, ses morceaux deviennent emblématiques du genre.
En 1995, Grant Nelson fonde Swing City Records avec sa partenaire Kate Ross. Ce label indépendant devient rapidement une référence dans la house. En 1997, sous le pseudonyme de Bump and Flex, Nelson s'impose sur la scène 2-step garage avec des remixes pour des artistes tels que James Brown, Kelis ou Aaliyah.
En 1997, Nelson fonde le groupe 24Hour Experience avec Jeremy Sylvester, Mike Millrain et Si Firmin. Ils produisent quatre EP et les sortent en vinyle la même année avant de reprendre leurs carrières solo respectives. En 1998, il forme le duo N'n'G avec le DJ Norris « Da Boss » Windross. Leur single Right Before My Eyes atteint la 12e place des charts britanniques en 2000 et est considéré comme un hymne du UK garage. La même année, sous l'alias Bump and Flex, Nelson produit B With Me pour le groupe Mis-Teeq, qui se classe 5e au Royaume-Uni.
Outre ses productions et remixes, Grant Nelson anime depuis 2009 l'émission de radio Housecall, diffusée toutes les deux semaines et attirant plus de 3 millions d'auditeurs à travers le monde. En 2014, il lance la station en ligne D3EP Radio Network, consacrée à la musique underground.
En 2013, Nelson apparait aux côtés de nombreux autres pionniers du garage dans un documentaire explorant la postérité du UK garage, Rewind 4Ever : The History of UK Garage.
En 2023, son single Relentless marque l'histoire en devenant le premier titre de garage house à atteindre la première place du classement Traxsource.